# Sept vertus
Les sept vertus, aussi appelées vertus catholiques ou vertus surnaturelles, sont codifiées dans la théologie scolastique chrétienne depuis le Moyen Âge. Elles comprennent les quatre vertus cardinales (la justice, la prudence, la force et la tempérance), auxquelles s'ajoutent les trois vertus théologales (la foi, l'espérance et la charité).

## Origines
Elles se trouvent initialement dans le judaïsme hellénisé et chez les pères de l'Église.

Le célèbre Catéchisme de Pie X apportera en 1905 une définition des vertus surnaturelles :

« La vertu surnaturelle est une qualité que Dieu infuse dans l’âme et par laquelle on a de l’inclination, de la facilité et de la promptitude à connaître et à faire le bien par rapport à la vie éternelle. Il y a sept vertus surnaturelles principales, savoir : trois théologales et quatre cardinales. (...)
La Foi, l’Espérance et la Charité sont appelées vertus théologales parce qu’elles ont Dieu pour objet immédiat et principal, et que c’est Lui qui les met en nous. (...)
La Prudence, la Justice, la Force et la Tempérance sont appelées vertus cardinales parce qu’elles sont le pivot (latin cardo) et le fondement des vertus morales. »

## Allégories et représentations artistiques

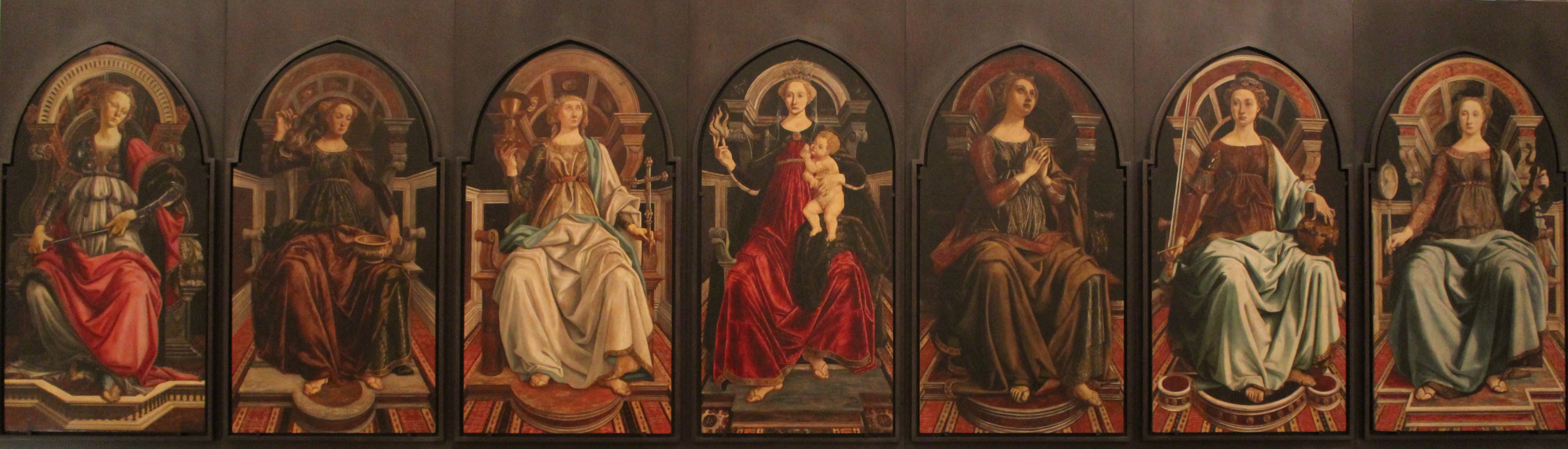
Allégorie des sept vertus, par Botticelli et Pollaiuolo, galerie des Offices, Florence.

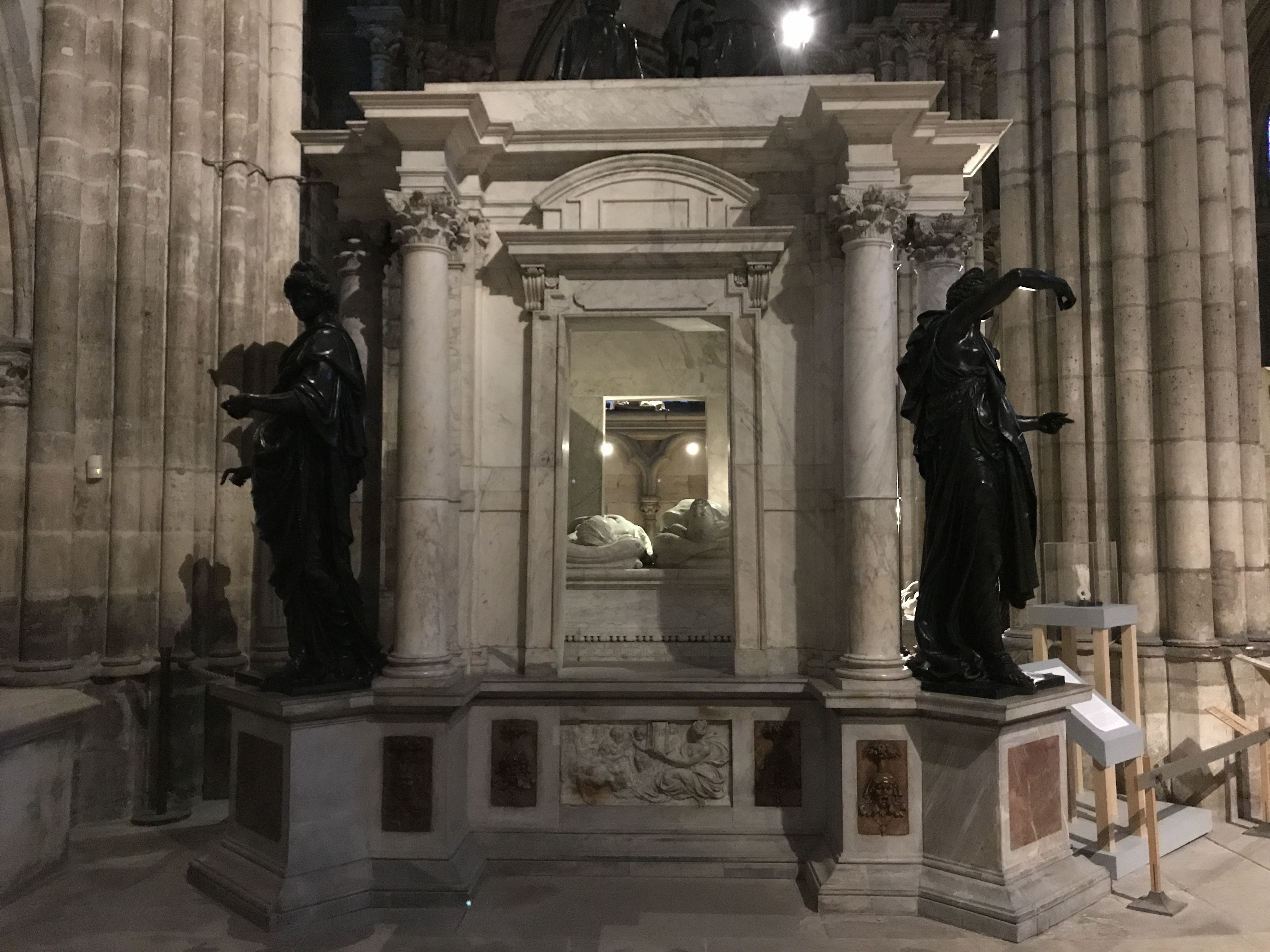
Tombeau de Catherine de Médicis et Henri II.

Dans la basilique Saint-Denis, le tombeau de Catherine de Médicis et Henri II comporte plusieurs représentations allégoriques : aux quatre coins, les vertus cardinales relevant des qualités du souverain en tant que gouvernant ; sur les bas-reliefs du soubassement, les vertus théologales mettent en avant ses qualités religieuses.